# Grammy Award for Video of the Year
Der Grammy Award for Video of the Year, auf Deutsch „Grammy-Auszeichnung für das Video des Jahres“, ist ein Musikpreis, der 1982 und 1983 von der amerikanischen Recording Academy im Bereich Musikvideo verliehen wurde.

## Geschichte und Hintergrund
Die seit 1959 verliehenen Grammy Awards werden jährlich in zahlreichen Kategorien von der Recording Academy in den Vereinigten Staaten vergeben, um künstlerische Leistung, technische Kompetenz und hervorragende Gesamtleistung ohne Rücksicht auf die Album-Verkäufe oder Chart-Position zu würdigen.
Eine dieser Kategorien war der Grammy Award for Video of the Year. Der Preis wurde 1982 an Michael Nesmith für das Video Elephant Parts und 1983 an Olivia Newton-John für das Video Olivia Physical vergeben. Die Kategorie Grammy Award for Video of the Year wurde mit der Einrichtung der MTV Video Music Awards im Jahr 1984 eingestellt, deren höchste Auszeichnung auch für das Video des Jahres verliehen wird. Die Recording Academy ersetzte die Kategorie Grammy Award for Video of the Year durch die Kategorien Grammy Award for Best Video, Short Form und Grammy Award for Best Video Album. Für die Auszeichnungen der Jahre 1988 und 1989 wurden die Kriterien erneut geändert und Auszeichnungen in den Kategorien Grammy Award for Best Concept Music Video und Grammy Award for Best Performance Music Video verliehen. Die Recording Academy kehrte 1990 zum vorherigen Format zurück, jetzt unter den Kategoriebezeichnungen Grammy Award for Best Music Video und Grammy Award for Best Music Film.

## Gewinner und Nominierte
| Jahr | Gewinner           | Nationalität                  | Video           | Nominierte | Bild des/der Gewinner(s)                                        |
| ---- | ------------------ | ----------------------------- | --------------- | --- | --------------------------------------------------------------- |
| 1982 | Michael Nesmith    | Vereinigte Staaten            | Elephant Parts  | - Eubie Blake – One Night Stand: A Keyboard Event - Blondie – Eat to the Beat - Bruce Seth Green – The First National Kidisc |                                                                 |
| 1983 | Olivia Newton-John | Australien Vereinigte Staaten | Olivia Physical | - Elton John – Visions: Elton John - The Tubes – The Tubes Video - Jacques Offenbach: Hoffmanns Erzählungen – Royal Opera dirigiert von Georges Prêtre mit Plácido Domingo - Fun and Games – verschiedene Künstler (produziert von Margaret Murphy) | A woman with blond hair in black clothing, holding a microphone |